# Sophronica rufohumeralis
Sophronica rufohumeralis là một loài bọ cánh cứng trong họ Cerambycidae.